# Голубович, Валерий Иванович
Валерий Иванович Голубович (бел. Валерый Іванавіч Галубовіч; 10 октября 1943, г. Могилёв, Белорусская ССР — советский и белорусский историк. Кандидат исторических наук, профессор (1997).

## Биография
В 1970 году окончил исторический факультет Белорусского государственного университета им. В.И. Ленина по специальности «История», в 1973 г. — аспирантуру БГУ.
В 1973 году защитил диссертацию на соискание учёной степени кандидата исторических наук. С 1973 г. работает в БГИНХ-БГЭУ. Был ассистентом, старшим преподавателем, доцентом кафедры политической истории .
В 1985-1988 гг. и 1992-2004 гг. заведовал кафедрой экономической истории БГИНХ-БГЭУ.
Занимается исследованием хозяйственного развития земель современной Беларуси в IX-XIII веках, экономическое развитие БССР в 1940-1980-е годы, историю развития экономической науки и образования в Беларуси (история БГУ). Под руководством и научной редакцией В. Голубовича впервые в Беларуси разработаны программа курса «Экономическая история Беларуси» и курса сравнительной экономической истории «Экономическая история Беларуси и зарубежных стран» для студентов экономические специальности вузов .
Имеет около 100 научных и научно-методических работ. Автор ряда учебников по экономической истории Беларуси и зарубежья. Член редколлегии «Белорусского исторического журнала».

## Научные работы
- Молодежная планета-целина: моногр. Мн., 1974;
- Эканамічны стан, побыт i гандаль старажытнай Беларусі (IX-XIII стст.): учеб. пособие. Мн., 1997;
- Экономическая история Беларуси: учеб. пособие. Мн., 1999.

Один из авторов и редактор коллективных работ:
- Белорусский государственный институт народного хозяйства им. В.В. Куйбышева. Мн., 1983;
- Эканамічная гісторыя Беларусі Мн., 1996;
- Экономическая история зарубежных стран. Мн., 1999;
- Белорусский государственный экономический университет. 70 лет. 1933-2003. Мн., 2003;
- Гісторыя Беларусі ў кантэксце сусветных цывілізацый. Мн., 2005.